# Knut Billing

Knut Billing.

Knut Nils Gustaf Billing, född 25 januari 1939 i Bromma församling i Stockholms stad, död 31 maj 2007 i Danderyd, var en svensk politiker (moderat), som var riksdagsledamot 1979–2002. Han var från 1983 ledamot i och åren 1994–2002 ordförande i bostadsutskottet. Han var även ledamot av Europarådets svenska delegation, krigsdelegationen och riksdagens valberedning. Han var invald i Stockholms läns valkrets. Knut Billing är begravd på Järfälla kyrkogård.